# Соломін Микола Миколайович
Микола Миколайович Соломін (рос. Николай Николаевич Соломин; 18 жовтня 1940, Москва, РРФСР, СРСР) — радянський і російський художник, живописець, педагог, професор.

## Біографічні відомості
У 1965 році закінчив Московський художній інститут імені В. І. Сурикова (майстерня професора В. Г. Циплакова), потім до 1969 року навчався в аспірантурі. У 1981 році став лауреатом Державної премії РСФРР. З 1989 по 1997 рій був художнім керівником Студії військових художників імені М. Б. Грекова, Москва. У 1991 році отримав звання Народного художника РСФРР. З 1999 року обіймав посаду першого секретаря, з 2004 року — секретаря Спілки художників Росії.
Член-кореспондент Російської академії мистецтв (2001), Дійсний член Російської академії мистецтв (2007). Відзначений Золотою медаллю імені М. Б. Грекова (1978), кавалер ордена Дружби народів.
Основні живописні роботи: «Сміливіше вперед і твердіше крок» (1969), «Бойовий ранок» і «Перший парад» (1970), «Вечір» і «Чемпіон» (1971), «Дружня зустріч» (1972), «Знову на рідному заводі» і «Танкісти на навчаннях» (1973), «Весна на танкодромі» (1975), «Під прапором Батьківщини» (1978), серія «Навчання ідуть» (1982), «Спогади. Портрет заслуженого майстра спорту генерал-майора Ю. О. Ниркова» (1983), «Портрет Героя Радянського Союзу льотчика-космонавта Г. С. Титова» (1988), «Встановлення Радянської влади у місті Вятка» (спільно з Інтезаревим, 1977), «Вулиця в Торжку» і «У Анни Керн» (1988), «День Трійці», «Тверський пекар» (2003).
Виконував розписи відновленого Храму Христа Спасителя у Москві (1998–2000), автор діорам: Державне об'єднання історико-архівний музей; «Організація Першої Ради. Сходка на річці Талка» (спільно з М. І. Самсоновим, Кіров, 1988); «Прорив блокади Ленінграда» (спільно з Є. А. Корнєєвим, Музей Великої Вітчизняної війни на Поклонній горі, 1985–1988).